# Wilhelm von Neitschütz
Wilhelm Adolph Alexander von Neitschütz, né le 26 décembre 1801 à Königsberg et mort le 6 juin 1849 dans la même ville, est un magistrat et homme politique prussien. Il est membre du Parlement de Francfort de 1848 à 1849. 

## Biographie
Neitschütz est né le 26 décembre 1801 à Königsberg en Prusse-Orientale, d'un père Oberst (colonel). La famille Neitschütz (de) est une ancienne famille noble, originaire de Saxe, qui parvient plus tard à la possession et à la renommée en Prusse-Orientale. Sa mère, Wilhelmine, est née von Langenau. Elle est la belle-fille du maréchal général prussien Wilhelm Magnus von Brünneck et la belle-sœur de l'homme d'État prussien Theodor von Schön. Neitschütz étudie le droit à partir de 1820 dans sa ville natale puis à l'université de Göttingen dans le royaume de Hanovre. Après avoir été conseiller judiciaire d'arrondissement (Kreisjustizrat) à Königsberg, il est nommé juge et se marie en 1833. Par la suite directeur du tribunal régional et municipal (Land- und Stadtgericht) à Tapiau à partir de 1835, il devient directeur de l'Inquisitoriat (cour criminelle) de Königsberg en 1844. 
En 1848, il remplace Kurt von Bardeleben au Parlement de Francfort en tant que député de la 17e circonscription de la province de Prusse, représentant l'arrondissement de Königsberg-Campagne. Neitschütz prend ses fonctions le 11 décembre mais, bien qu'il vote avec le centre-droit, ne rejoint aucun groupe parlementaire. En mars 1849, il vote pour l'élection du roi de Prusse Frédéric-Guillaume IV comme empereur des Allemands puis, le 30 mai, quitte le Parlement.
Cette même année, Neitschütz est encore brièvement membre de la Chambre des seigneurs de Prusse avant de mourir à Königsberg le 6 juin, à 47 ans.

## Famille
Il épouse Sylvia von Schön en 1833. Le couple a au moins une fille, Marie Karoline Amelie Wilhelmine (née le 27 avril 1842 et morte le 26 août 1891), mariée avec Roland von Brünneck-Bellschwitz (de) (1840-1918).